# شبگرد-بازهای شامگاهی
شبگرد-بازهای شامگاهی یا عصررقص‌کنان‌ها یک سرده بومی قاره آمریکا از شبگرد-بازها در خانواده شبگردان است. این شامل گونه‌های زیر است:
| تصویر | نام علمی              | نام رایج          | پراکندگی |
| ----- | --------------------- | ----------------- | --- |
|       | Chordiles pusillus    | شبگرد-باز ریزجثه  | شمال آمریکای جنوبی |
|       | Chordiles rupestris   | شبگرد-باز شن‌رنگ   | بولیوی، برزیل، کلمبیا، اکوادور، پرو و ونزوئلا                                                                               |
|       | Chordeiles minor      | شبگرد-باز معمولی  | آمریکای جنوبی تا شمال آمریکای شمالی.                                                                                        |
|       | Chordiles acutipennis | شبگرد-باز کوچک    | ایالات متحده تا آمریکای جنوبی                                                                                               |
|       | Chordeiles gundlachii | شبگرد-باز آنتیلی  | آنتیل بزرگ، باهاما و فلوریدا کیز در ایالات متحده.                                                                           |
|       | Chordiles nacunda     | شبگرد-باز ناکوندا | آرژانتین، بولیوی، برزیل، کلمبیا، اکوادور، گویان فرانسه، گویان، پاراگوئه، پرو، سورینام، ترینیداد و توباگو، اروگوئه و ونزوئلا |

نام گونه Chordeiles برگفته از واژگان زبان یونانی باستان khoreia، «رقصی همراه با موسیقی»، و deile، «عصر» است.